# Биткув (Опольське воєводство)
Биткув (пол. Bytków, нім. Pickau) — село в Польщі, у гміні Ренська Весь Кендзежинсько-Козельського повіту Опольського воєводства.
Населення — 90 осіб (2011).

## Демографія
Демографічна структура станом на 31 березня 2011 року:
|          | Загалом | Допрацездатний вік | Працездатний вік | Постпрацездатний вік |
| -------- | ------- | ------------------ | ---------------- | -------------------- |
| Чоловіки | 46      | 9                  | 29               | 8                    |
| Жінки    | 44      | 10                 | 21               | 13                   |
| Разом    | 90      | 19                 | 50               | 21                   |